# Sam McQueen
Samuel ("Sam") James McQueen (Southampton, 6 februari 1995) is een Engels voetballer die doorgaans als linkshalf speelt. Hij stroomde in 2014 door vanuit de jeugdopleiding van Southampton.

## Clubcarrière
McQueen stroomde in 2014 door vanuit de jeugdopleiding van Southampton. Hij debuteerde op 15 februari 2014 in het eerste elftal daarvan in een wedstrijd om de FA Cup tegen Sunderland. Hij mocht invallen in de tweede helft. Op 13 september 2014 zat McQueen voor het eerst op de bank in een Premier League-wedstrijd, tegen Newcastle United.

## Clubstatistieken
| Seizoen     | Club              | Competitie     | Competitie | Competitie | Competitie | Beker | Beker | Beker | Internationaal | Internationaal | Internationaal | Totaal | Totaal | Totaal |
| Seizoen     | Club              | Competitie     | Wed.       | Dlp.       | Ass.       | Wed.  | Dlp.  | Ass.  | Wed.           | Dlp.           | Ass.           | Wed.   | Dlp.   | Ass.   |
| ----------- | ----------------- | -------------- | ---------- | ---------- | ---------- | ----- | ----- | ----- | -------------- | -------------- | -------------- | ------ | ------ | ------ |
| 2013/14     | Southampton       | Premier League | 0          | 0          | 0          | 1     | 0     | 0     | —              | —              | —              | 1      | 0      | 0      |
| 2014/15     | Southampton       | Premier League | 0          | 0          | 0          | 0     | 0     | 0     | —              | —              | —              | 0      | 0      | 0      |
| Club Totaal | Club Totaal       | Club Totaal    | 0          | 0          | 0          | 1     | 0     | 0     | 0              | 0              | 0              | 1      | 0      | 0      |
| 2015/16     | → Southend United | League One     | 18         | 2          | 2          | 0     | 0     | 0     | —              | —              | —              | 18     | 2      | 2      |
| Club Totaal | Club Totaal       | Club Totaal    | 18         | 2          | 2          | 0     | 0     | 0     | 0              | 0              | 0              | 18     | 2      | 2      |
| 2016/17     | Southampton       | Premier League | 13         | 0          | 1          | 4     | 0     | 0     | 3              | 0              | 0              | 20     | 0      | 1      |
| 2017/18     | Southampton       | Premier League | 7          | 0          | 0          | 1     | 0     | 0     | —              | —              | —              | 8      | 0      | 0      |
| Club Totaal | Club Totaal       | Club Totaal    | 20         | 0          | 1          | 6     | 0     | 0     | 3              | 0              | 0              | 29     | 0      | 1      |
| 2018/19     | → Middlesbrough   | Championship   | 5          | 0          | 0          | 2     | 0     | 0     | —              | —              | —              | 7      | 0      | 0      |
| Club Totaal | Club Totaal       | Club Totaal    | 5          | 0          | 0          | 2     | 0     | 0     | 0              | 0              | 0              | 7      | 0      | 0      |
| TOTAAL      | TOTAAL            | TOTAAL         | 43         | 2          | 3          | 8     | 0     | 0     | 3              | 0              | 0              | 54     | 2      | 3      |

1 McCarthy ·
2 Walker-Peters ·
3 Manning ·
4 Downes ·
5 Stephens ·
6 Harwood-Bellis ·
7 Aribo ·
8 Smallbone ·
9 Armstrong ·
10 Lallana ·
11 Stewart ·
12 Edwards ·
13 Lumley ·
14 Bree ·
15 Wood ·
16 Sugawara ·
17 Brereton Díaz ·
18 Fernandes ·
19 Archer ·
20 Sulemana ·
21 Taylor ·
22 Alcaraz ·
23 Edozie ·
24 Charles ·
26 Ugochukwu ·
27 Amo-Ameyaw ·
28 Larios ·
31 Bazunu ·
32 Onuachu ·
33 Dibling ·
35 Bednarek ·
37 Bella-Kotchap ·
Coach: Martin